# Xylotoles lynceus
Xylotoles lynceus là một loài bọ cánh cứng trong họ Cerambycidae.